# Стюарт, Александр, архиепископ Сент-Эндрюсский
Александр Стюарт (англ. Alexander Stewart; 1493 — 9 сентября 1513) — архиепископ Сент-Эндрюсский (c 1504 года), шотландский барон, одним из первых воспринявших идеи итальянского Возрождения.

## Биография
Александр Стюарт был незаконным сыном короля Шотландии Якова IV и леди Мэрион Бойд. После смерти в 1504 году брата короля, Джеймса, герцога Росса, одиннадцатилетний Александр стал архиепископом Сент-Эндрюсским и примасом шотландской церкви. Это стало возможным благодаря полному подчинению церкви страны королём Яковом IV и стало одним из симптомов кризиса католической иерархии в Шотландии в преддверии Реформации. Вместе с кафедрой главного шотландского архиепископства молодой Александр получил также пост канцлера страны — номинальную при авторитарном Якове IV должность.
В 1508 году Александр Стюарт был послан своим отцом на обучение в Италию. Он провел несколько лет в Падуе и Сиене, обучаясь грамматике и риторике у самого Эразма Роттердамского, крупнейшего философа той эпохи. С возвращением в Шотландию Александр Стюарт привёз новые идеи гуманизма и принципы Ренессанса, став таким образом одним из первых шотландцев, способствовавших распространению ценностей эпохи Возрождения. Эти ценности он стал прививать в Сент-Эндрюсском университете, которому оказывал покровительство и поддержку. Возможно, проживи Александр Стюарт дольше, влияние гуманизма и Ренессанса сильнее сказалось бы на университете и системе шотландского образования в целом. Однако 9 сентября 1513 году молодой архиепископ погиб вместе с королём в битве при Флоддене.